# フォスロ
フォスロ(Vossloh Schienenfahrzeugtechnik GmbH) (VSFT)またはVossloh AGはドイツのヴェルドールを本拠とする輸送技術メーカーである。
フォスロはグループ全体で6000人を雇用する。2007年時点での売り上げは12億ユーロで、およそ2/3が鉄道インフラストラクチャ部門から、残り1/3が発動機およびコンポーネント部門からである。
鉄道部門の主要な製品は、保線機材と分岐器、および分岐器の制御装置である。
発動機およびコンポーネント部門では、電気式および液体式ディーゼル機関車本体や、地下鉄、路面電車、電力関係の機材を供給する。
フォスログループの主要な市場はヨーロッパで、売り上げの3/4以上を占める。北米と中米は15 %、オセアニアが1 %、その他がアフリカ、中近東である。
フォスロは、ドイツの株価指標であるSDAX（小型株指数）のリストに入っている。

## 歴史[3]
1883年、 Eduard Vosslohによってプロシア王立鉄道のレール締結具向けばねの座金を製造する子会社として設立。
1888年7月11日にEduard Vosslohが登録され、ばねの座金や他の機材を関連会社で生産した。
1900年代に入ると会社は成長し、装飾の付いた電灯用のランプホルダーをはじめとして、あらゆる物を生産した。
1945年、ヴェルドールの工場は空襲で破壊され、ヴロツワフやカリーニングラードにあった照明器具の子会社は政治的理由により分割された。
1946年、ルーデンシェイドで蛍光灯の生産を始め、1962年照明器具の工場をセルムに設立、1300人と子会社500人を雇用した。
1966年にはHermann Meier教授が開発した新しいレール締結装置のライセンス生産を始めた。
1989年、12月1日、Vossloh-Werke GmbHは持ち株会社(AG)となった。持ち株会社は販売と金融と親会社の3つの部門からなる。
- フォスロ-ヴェルケ(Werke GmbH) ヴェルドール (鉄道インフラストラクチャとばねの座金)
- フォスロ-シュワーベ GmbH アルバック (バラスト, ランプホルダー, 照明器具)
- ハンザ メタルヴァレンゲゼルシャフト mbH Thiessen & Hager (装飾品と遮光製品).

フォスロ AG は1990年代、他の鉄道インフラストラクチャや技術会社を買収して拡大した。
1997年には初めてMDAXのリストに掲載された。同年、装飾品の部門をイタリアのArquati S.p.Aに売却した。
2004年: 経営難のアルストームから、スペイン・バレンシアの機関車メーカーであるMACOSA社を買収した(2015年にシュタッドラーへ売却)。さらに2020年には機関車製造部門を中国中車傘下の中車株機に売却した
。

## 関連
- 液体式ディーゼル機関車:
  - フォスロ G6
  - フォスロ G1000 BB
  - フォスロ G1206
  - フォスロ G1700 BB
  - フォスロ G2000 BB

- 電気式ディーゼル機関車:
  - BB 460000
  - GA-DE 900S
  - A-DE 900S
  - フォスロ Euro 3000
  - フォスロ Euro 4000

- トロリーバス(ネオプランと共同)